# 宮崎城 (越中国)
宮崎城（みやざきじょう）は、越中国新川郡宮崎（現在の富山県下新川郡朝日町）にあった日本の城（山城）。富山県の史跡に指定されている。とやま城郭カードNo.1。別名・境城。日向国の宮崎城と区別するため越中宮崎城とも称される。

## 概要
城山（標高249メートル）の山頂から山腹にかけ堀切・土塁などが残っている。越中国・越後国の国境に位置し、東側に親不知という条件から交通の要地として戦闘が行われてきた。

## 歴史
平安時代末期の寿永2年（1183年）、木曾義仲が越中国に侵攻を試みた。その際、この城の城主であった宮崎太郎（諱は「長康」とも「重頼」とも伝わる。『平家物語』長門本などには「越中国の住人宮崎太郎」として登場）と共に、以仁王の第一王子（史料には木曾宮・還俗宮・加賀宮・野依宮などさまざまな尊称で登場するものの、一般的には北陸宮として知られる）をこの城に迎え入れ、御所を作り侵攻の足がかりとしたといわれてきたが、学問的根拠はなく当時から城であったという確証はない。
しかし、承久3年（1221年）の承久の乱の時点では既に城であったことは確実で、5月30日午後4時頃、北条朝時を大将軍とする幕府軍に攻め落とされたことが北条義時の承久3年6月6日付け御教書で確認できる。以後も越中国・越後国の国境に位置する地理的な特性からたびたび戦場となり、戦国時代、椎名康胤が上杉氏から叛き武田氏についた際、戦闘の最前線となり、上杉軍が攻略した。その後、織田氏の侵攻で、佐々成政の富山城の支城となる。成政は家臣の丹羽権平を入れて守らせていたが、天正12年（1584年）10月、上杉景勝の攻撃を受け、城兵300人が27人にまで討ち減らされる激戦の後、籠城6日目に開城した。
佐々成政には富山の役での降伏後、越中国のうち新川郡のみが安堵されたが（礪波・射水・婦負の三郡は前田利長に加増）、宮崎城には上杉景勝の城将が、成政に備えるため引き続き置かれた。成政は天正15年（1587年）に肥後移封されたが一揆が発生し没落した。 
文禄4年（1595年）には前田利長に残る新川郡が加増され、上杉家の越中衆（土肥氏・柿崎氏・舟見氏など）から郡内の諸城を受け取る。 これにより長尾能景以来の上杉氏による越中支配が終わった。関ヶ原の戦いの後、前田氏により境関所が設けられ、宮崎城は廃城となったといわれている。

## 遺構・復元施設
城跡は「城山公園」として整備されており、空堀、土塁、堀切などが一部残る。
1965年8月には、本丸跡の保護工事が完成した。
- 富山県指定史跡「宮崎城跡」石碑
- 大堀切と石橋
- 土橋 - 元々空堀があったが戦前に埋め立てられている。
- 三の丸跡石塁
- 二の丸跡 - 土塁と石垣が残る。
- 本丸跡 - 曲輪が展望できる。石垣が残る。
- 外廓の石垣
- 八幡宮（旧矢倉台）
- 「明治天皇宮崎御小休所址」石碑
- 北陸宮御墳墓と「御墳墓」石碑
- 宮崎城配置図 - 宮崎城の縄張りと建物の配置図[11]。

## 交通
- あいの風とやま鉄道線泊駅から自動車で約20分
- 北陸自動車道・朝日ICから約25分
  - 城山駐車場（無料）